# Вила Кјарини (Асколи Пичено)
Вила Кјарини (итал. Villa Chiarini) насеље је у Италији у округу Асколи Пичено, региону Марке.
Према процени из 2011. у насељу је живело 121 становника. Насеље се налази на надморској висини од 191 м.